# Île Saona
L'île Saona (Isla Saona) est une île tropicale de la mer des Caraïbes, située au sud-est de la République dominicaine dans la province de La Altagracia dont elle est séparée par un chenal de 2 km de large au point le plus étroit. Ses dimensions sont 20 km de long sur 5 de large, pour une superficie de 110 km2.
Elle est en partie classée réserve naturelle[réf. nécessaire] et est prisée des touristes pour ses plages naturelles comment Playa del Este, Playa Mano Juan, Playa Canto de la Playa, Playa de los Flamencos, Playa Catuano, Playa El Toro et Playa de Palmilla, qui y accèdent par catamarans et petits bateaux à moteur lors d'excursions organisées. Ces plages ont été à plusieurs occasions utilisées par des producteurs de films et publicitairesPirates des Caraïbes[Lesquels ?] recherchant un cadre d'île déserte stéréotypé. Le site est prisé des visiteurs européens comme le cadre de la fameuse publicité de la barre chocolatée Bounty[réf. nécessaire]..

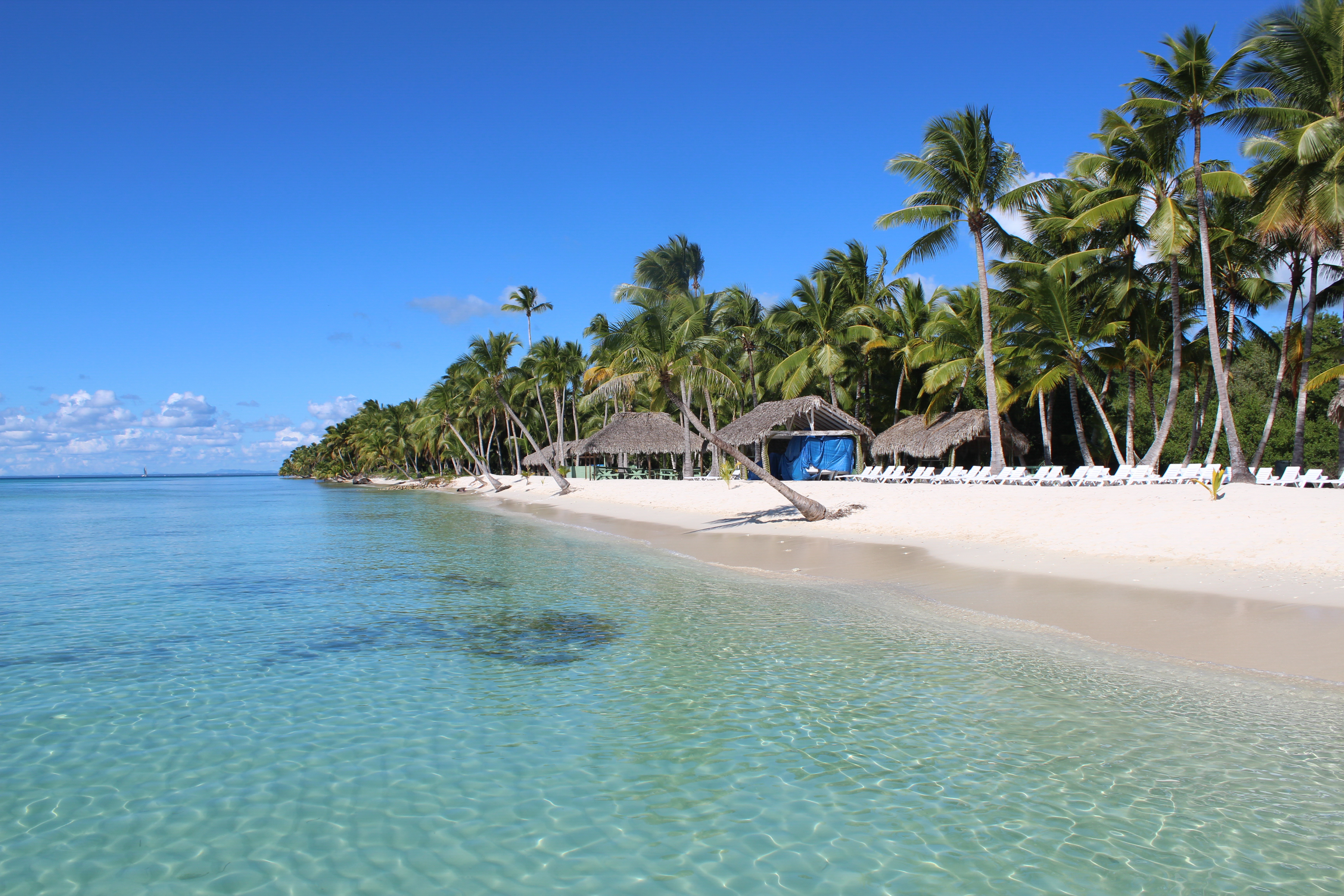
Île Saona

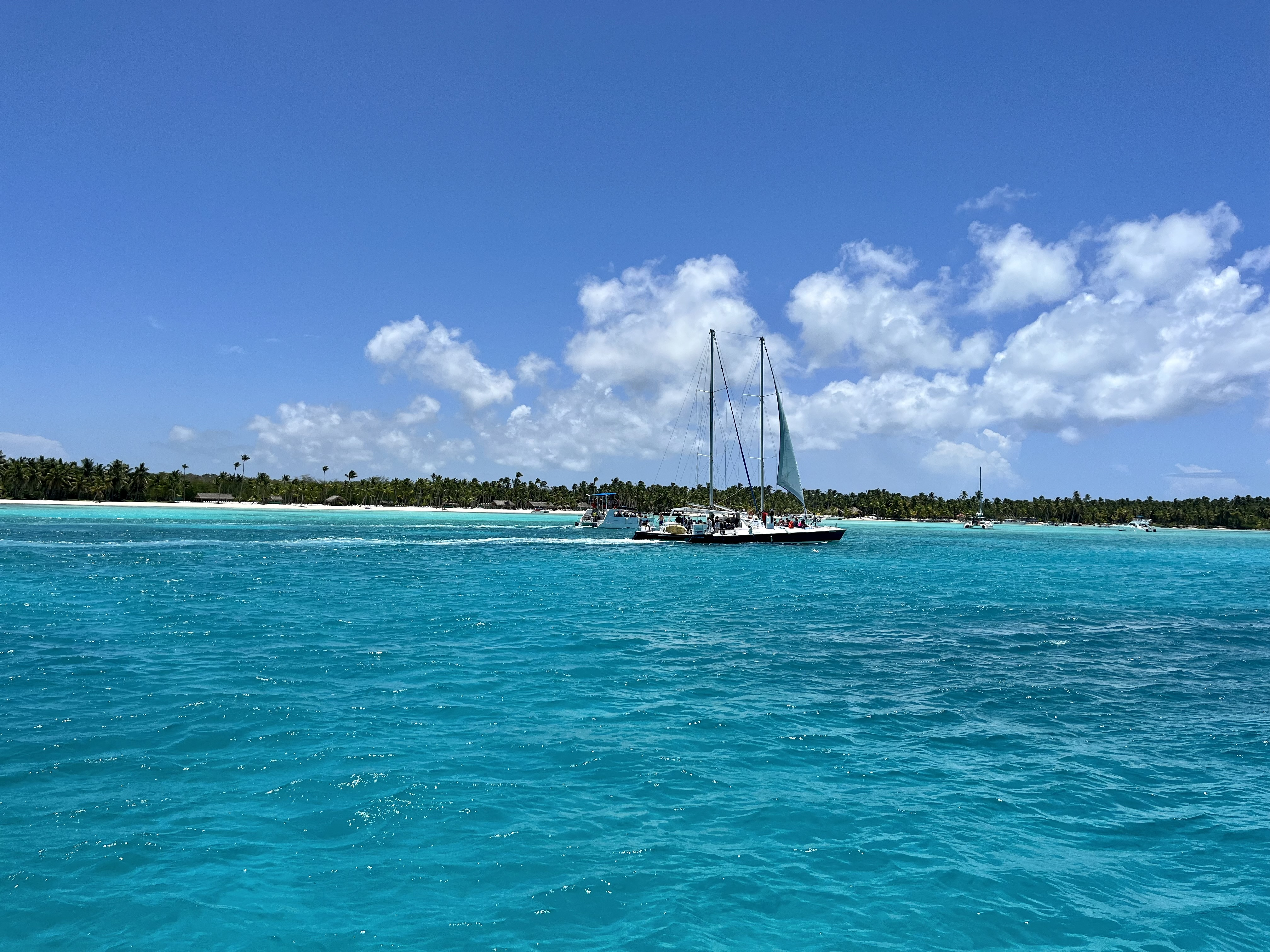
Des eaux turquoise chaudes, des palmiers verts ondulants et des plages de sable blanc à perte de vue...

## Liens internes

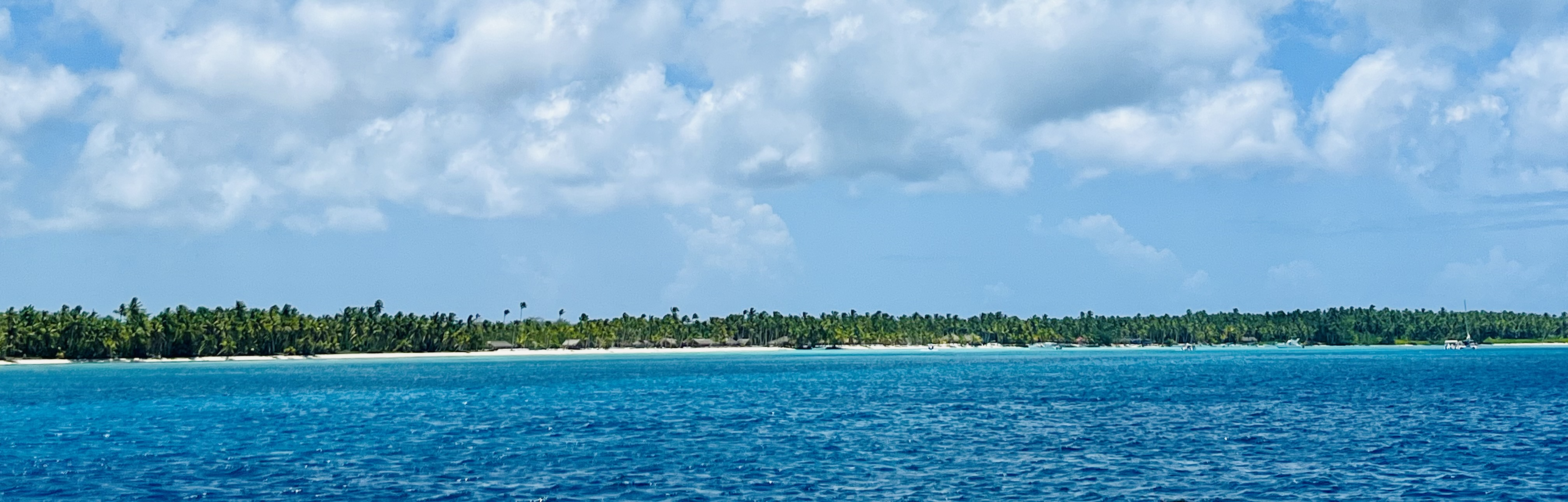
C'est une excursion écologique sans plage bondée!